# NGC 4617
NGC 4617 في الفهرس العام الجديد، هي مجرة، تقع في كوكبة السلوقيان. اكتشفت في 9 فبراير 1788 بواسطة ويليام هيرشل.

## روابط خارجية
- NGC 4617 على موقع ويكي سكاي: DSS2, SDSS, GALEX, IRAS, Hydrogen α, X-Ray, Astrophoto, Sky Map, Articles and images